# Жан II Ибелин

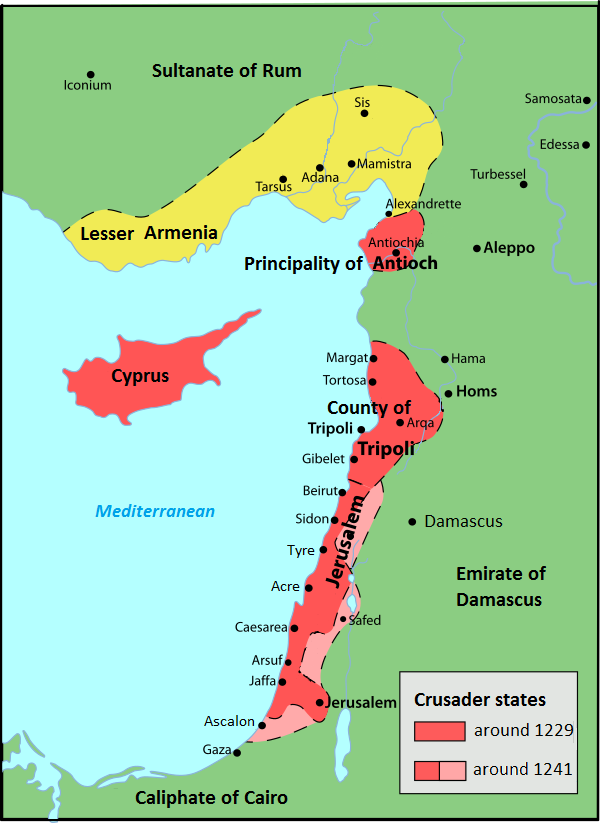

Жан II Ибелин (д’Ибелин) (фр. Jean II d'Ibelin, 1230/31 — 1264) — сеньор Бейрута с 1247 года.
Старший сын Балиана Ибелина и его жены Эскивы де Монфокон. Наследовал отцу в 1247 году.
В 1260 году, воспользовавшись вторжением в Палестину монголов, вместе с тамплиерами совершил грабительский рейд по мусульманским территориям Галилеи. В результате попал в плен то ли к монголам, то ли к сельджукам Конийского султаната. Некоторое время провёл в заключении. Чтобы заплатить выкуп в 20 тысяч безантов, продал часть своих владений тамплиерам и тевтонскому ордену. В 1261 году заключил мирный договор с султаном Бейбарсом.
В 1249 или 1250 году женился на Алие де ла Рош (ум. после 1277), дочери афинского герцога Ги I де ла Роша. Две дочери:
- Изабелла (1251—1282/83), сеньора Бейрута с 1264 года;
- Эскива (1253—1312), сеньора Бейрута с 1282/83 года, с 1291 года — титулярная.

Жан Ибелин умер в феврале 1264 года, похоронен в Никосии.